# 권다예
권다예(1993년 1월 18일 ~ )는 대한민국의 성우로, 대원방송 성우극회 공채 12기로 입사했다.

## 주요 작품

### 애니메이션
2022년
- 게게게의 키타로 6기 - 히로토, 모모야마 미야비, 카밀라, 늪 주인, 목길쭉이
- 디지몬 어드벤처: - 한소라, 녀 감독관, 무초몬, 카메몬, 아르고몬(유년기), 데이터몬, 뿌띠몬
- 반요 야샤히메 2기 - 여자 외 각종 단역
- 쾌걸 근육맨 2세 - 비빔밥, 재클린, 어린 시절의 케빈마스크
- 트로피컬 루즈! 프리큐어 - 절대 하지 않을랭, 슈퍼 절대 하지 않을랭
- 원피스 - 헤라, 텐조사가리 외 각종 단역
- 유희왕 SEVENS - 여주인, 어린 하유가
- 보틀맨 DX - 어린 김이온, 김명선
- 나의 히어로 아카데미아 6기 - 우먼 외 각종 단역
- 카드파이트!! 뱅가드 will+Dress 1쿨 - 카노아시 히마리
- 시골소녀 폴리아나 - 에즈라, 메리, 카레우 부인 외 각종 단역
- 호빵맨 - 소라 엄마 외 단역
- 먼작귀 - 우사기(토끼)
- 블리치 천년혈전 편 - 메노리 말리아, 우노하나 레츠, 노미노 노노미

2023년
- 말랑쁘니 - 청아
- 먼작귀 - 우사기(토끼)
- 나와 로보코 - 구슬이, 루코, 삼동
- 꼬마마법사 레미(재더빙) - 레미 엄마, 진주, 나은서, 진주, 레레, 웅이, 김남희, 메리, 소녀, 마조폰, 사회자마녀
- 팬더와 친구들의 모험 - 가게 아줌마 외 각종 단역
- 부부와 부엉이들 - 비엘
- 블리치 천년혈전 편 : 결별담 - 쿠로츠치 네무
- 키테레츠 대백과(재더빙) - 서유리, 초롱이의 어머니, 마마준의 사촌 누나, 치과 의사, 애리나, 차은희

### 극장판 애니메이션
- 기둥전사 건담 SEED FREEDOM - 애비 윈저, 스텔라 루셰, 에자리아 줄
- 그대들은 어떻게 살 것인가 - 카즈코
- 도라에몽 극장판 시리즈
- 극장판 도라에몽: 진구의 우주소전쟁 2021
- 극장판 도라에몽: 진구와 하늘의 유토피아 - 파라다리아 학교 교사
- 세계명작극장 극장판 시리즈
- 극장판 소공녀 세라 - 아멜리아
- 극장판 안녕 앤 - 메리, 케일, 버사
- 극장판 엄마찾아 삼만리 - 레나타, 파블로
- 극장판 키다리 아저씨 - 리펫
- 극장판 톰 소여의 모험 - 더글러스
- 극장판 플랜더스의 개 - 조르주

2024년
- 블리치 천년혈전 편: 상극담 - 쿠로츠치 네무, 우노하나 레츠

2025년
- 슈팅스타 캐치! 티니핑 - 유리핑

### 특촬물
- 가면라이더 세이버 - 루나, 백설희, 도훈, 메두사 메기도
- 가면라이더 리바이스 - 오세화 / 가면라이더 잔느
- 극장판 파워레인저 캡틴포스: 지구를 위한 싸움 - 렘 / 안세미
- 파워레인저 돈브라더즈 - 도하선, 김민하 / 동물귀, 유리나 / 옐로 고스트, 진상옥 / 수전귀 / 수전킹

### 게임
- 가디언 테일즈 - 유나
- 나 혼자만 레벨업: ARISE - 안나 루이즈
- 짱구는 못말려! 나와 박사의 여름 방학 ~끝나지 않는 7일간의 여행~ - 서매화
- 무기미도 - 유레카[5]
- 벚나무의 정령을 아이돌로 만드는 법 - 체리
- 짱구는 못말려! 나와 박사의 여름 방학 ~끝나지 않는 7일간의 여행~ - 서매화
- 원신 - 에밀리

### 기타
블록나라의 알로스 - 알로스